# Yair Bridge
Die Yair Bridge ist eine Straßenbrücke nahe der schottischen Kleinstadt Selkirk in der Council Area Scottish Borders. 1971 wurde das Bauwerk in die schottischen Denkmallisten in der höchsten Denkmalkategorie A aufgenommen. Mit der Ashiestiel Bridge findet sich eine weitere denkmalgeschützte Brücke nur wenige Kilometer flussaufwärts.

## Geschichte
Der Bau der Yair Bridge begann 1762. Sie führte ursprünglich die 1764 beschlossene Fernstraße von Edinburgh nach Selkirk über den Tweed. Heute verläuft die von Selkirk nach Clovenfords verlaufende A707 über die Yair Bridge. 1988 wurde die Brücke restauriert. Dabei wurde der Oberbau neu aufgebaut und mit Beton ausgegossen.

## Beschreibung
Der 45 m lange Mauerwerksviadukt überspannt den Tweed mit drei ausgemauerten Segmentbögen mit lichten Weiten von 12,8 m. Die Pfeilhöhe beträgt 6,7 m. Das Mauerwerk der Yair Bridge besteht aus grob behauenem Bruchstein. An den Pfeilern treten spitze Eisbrecher heraus, die bis zum Abschluss der Brüstung fortgeführt sind. Dort bilden sie Nischen für Fußgänger. Zwischen den Brüstungen ist der Fahrweg 4,2 m breit. Ein Gehweg ist nicht eingerichtet.